# Идеология белорусского государства
Идеология белорусского государства — государственная идеология в Республике Беларусь, утвердившаяся при Александре Лукашенко.
Как отмечал российский политолог Николай Борисов, Беларусь является единственным постсоветским государством, на официальном уровне закрепившим государственную идеологию, причём не в виде набора символов и абстрактных тезисов, а в форме законченной системы с внедрением её в образовательный процесс в качестве обязательной дисциплины.

## Зарождение идеологии
Политолог Николай Борисов среди факторов формирования белорусской государственности и идеологии выделил: отсутствие в досоветский период национальной государственности; маргинализацию в годы советской власти национального языка и культуры в ходе русификации; создание высокоразвитой индустриальной и крайне милитаризованной экономики и достижение связанного с ним высокого уровня образования и пропаганды.
В 1991–1994 годах происходит фактическая деидеологизация белорусского общества, вызванная крахом прежней советском системы. Невзирая на активную деятельность сторонников либерализма, национализма, социал-демократии и пр., ни одно из течений не добилось господствующего положения. В 1994–2001 годах, как отмечала Александра Стром, формируются основы новой модели развития и системы управления, складывается модель политической системы с сильной государственной властью, ключевой особенностью которой стала высокая персональная роль Александра Лукашенко.
В марте 2003 года Лукашенко поставил задачу создания идеологии белорусского государства. Он выступил за преемственность политического курса страны независимо от смены президента. Следствием этого выступления стало включение курса «Основы идеологии белорусского государства» в качестве обязательной дисциплины в программу обучения студентов вузов всех специальностей. Главными его задачами названы: «политическая социализация, формирование определённой политической культуры и подготовка молодых граждан к полноценному участию в жизни страны». Новая дисциплина объединила социально-политическую и социально-экономическую историю, теоретические концепции в сфере политологии, социологии и экономики и анализ современного положения Беларуси. Все эти элементы были привязаны к истории и опоре на идею преемственности в развитии.
Вскоре образовано Главное идеологическое управление Администрации Президента на областном уровне и в Минске — управления идеологической работы облисполкомов и горисполкома, на городском и районном уровнях — отделы идеологической работы горисполкомов и райисполкомов. Персональную ответственность за состояние идеологической работы в коллективах возложили на руководителей государственных и иных организаций, а её непосредственную организацию — на одного из заместителей руководителя. Это привело к введению на предприятиях и в учреждениях должностей заместителей руководителей по идеологии.

## Общий обзор
Директор института истории НАН Беларуси Вячеслав Данилович, исходя из истории белорусской государственности, вывел следующие идеологические принципы:
- утверждение в белорусском обществе социального равенства и социальной справедливости;
- движение общества к сильному правовому государству;
- персонификация верховной политической власти, олицетворяющей государство;
- формирование прямого народовластия и самоуправляющихся структур гражданского общества;
- необходимость и обязательность развития науки и образования как основы прогресса общества и государства;
- политическая преемственность, ненасильственность и эволюционность, этапность и поступательность в социальной жизни.

Он же констатировал, что институт президентства в Беларуси является «ведущим органом государственной власти».
Политолог Александра Стром подчеркнула, что в идеологии национальной идеей стало обеспечение всестороннего развития нации как совокупности всех граждан, превращение страны в сильное и процветающее государство путём включения, прежде всего, в интеграционные процессы, а именно в Союзное государство и Евразийский экономический союз. Национальная идея рассматривается как «духовный фактор, объединяющий общество на основе социально-экономических преобразований, нацеленных на повышение благосостояния населения».
Стратегической целью развития Беларуси официальная идеология объявила общество постиндустриального типа, что предполагает стратегию постмодернизации с ориентацией на превращение производства информации и знаний в основную сферу человеческой деятельности. Условиями реализации такой стратегии названы национальная консолидация, национальная безопасность и соблюдение внешнеполитических интересов страны.
По мнению Борисова, идеология белорусского государства направлена на формирование «причудливого сплава советской и национальной белорусской идентичностей с преобладанием первого компонента». Правящая элита во главе с президентом умело использовала ностальгию большинства граждан по советскому прошлому и их неприятие политического курса начала 1990-х годов, направленного на радикальный разрыв с этим прошлым на всех уровнях. Идеологические основания легитимности политического режима Беларуси тесно переплетены с персональной легитимностью. Субъектом формирования и внедрения новой идеологии стал лично президент Лукашенко.

## Исторический компонент
В качестве национальных героев официальная идеология выделила просветителей Франциска Скорину и Симеона Полоцкого, поэтов Янку Купалу и Якуба Коласа. Важное место в национальном пантеоне заняли герои Великой Отечественной войны, что Борисов связывал с советским наследием.
Первое время, как писал специалист, в государственной трактовке истории подчеркивалось, что в период Киевской Руси и Великого княжества Литовского закладывались лишь культурно-исторические предпосылки белорусской государственности. Древнерусское государство названо общим государством для всех восточных славян. Полемизируя со сторонниками литвинизма, официальные учебники полагали, что Великое княжество Литовское не было белорусским государством. Вхождение в состав Российской империи рассматривалось как положительное явление и называлось не присоединением, а воссоединением. Отвергался и тезис о русификации, проводимой Российской империей на белорусских землях, так как «по своей социокультурной сути [белорусский народ] является славяно-русским народом». Вхождение в состав России рассматривалось как предпосылка для создания собственно белорусской государственности. Первым реальным собственно белорусским государством официальная идеология называла Белорусскую ССР, а не Белорусскую Народную Республику. Касаемо современности, было вписано обоснование необходимости Союзного государства России и Беларуси.
Новый этап в идеологической политике начался в 2010-х годах на волне «мягкой белорусизации», вызванной противоречиями в российско-белорусских отношениях. Как указывала Стром, в этот период сделан особый акцент на возрождении интереса к национальной культуре, истории и самобытности. Исторические взгляды претерпели изменения, оформившись в концепцию белорусской государственности. Белорусская государственность стала рассматриваться как неразрывное целое, имевшая воплощение в исторических и национальных формах. Первые относятся не только к белорусскому, но и другим народам, и могли представлять собой полиэтнические образования. В их рамках постепенно формировалась, несмотря на различные трудности, государственность белорусского народа. В сущности вторых заложено национальное содержание титульного этноса. К историческим формам были отнесены Киевская Русь, Полоцкое и Туровское княжества, Великое Княжество Литовское, Речь Посполитая, Российская империя. В число национальных включены Белорусская Народная Республика, Социалистическая Советская Республика Беларусь, Литовско-Белорусская Советская Социалистическая Республика, Белорусская Советская Социалистическая Республика, Республика Беларусь. Переломным моментом названа Первая мировая война, резко обострившая национальный вопрос.